# Vorblatt
In der Botanik ist ein Vorblatt (auch Brakteole oder Prophyll) das erste bzw. eines der ersten Blätter an Seitenachsen. Vorblätter unterscheiden sich häufig durch ihre Gestalt und ihre Stellung von den folgenden Blättern der Seitenachse. Meist sind es Niederblätter oder Hochblätter, seltener normale Laubblätter. Die Seitenachse kann vegetativ sein oder auch ein Blütenstiel. Bei den Einkeimblättrigen gibt es ein Vorblatt, das mit dem Rücken (der Blattunterseite) zur Abstammungsachse steht (adossiert). Bei den übrigen Bedecktsamern („Zweikeimblättrige“) gibt es zwei Vorblätter, die transversal stehen. 
Im Englischen wird meist nicht zwischen Vorblatt und Tragblatt unterschieden. Erschwerend kommt hinzu, dass ein Vorblatt zugleich wieder das Tragblatt eines Seitensprosses sein kann. 

## Belege
- Gerhard Wagenitz: Wörterbuch der Botanik. Die Termini in ihrem historischen Zusammenhang. 2., erweiterte Auflage. Spektrum Akademischer Verlag, Heidelberg/Berlin 2003, ISBN 3-8274-1398-2, S. 347.
- Manfred A. Fischer, Wolfgang Adler, Karl Oswald: Exkursionsflora für Österreich, Liechtenstein und Südtirol. 2., verbesserte und erweiterte Auflage. Land Oberösterreich, Biologiezentrum der Oberösterreichischen Landesmuseen, Linz 2005, ISBN 3-85474-140-5, S. 73.